# Impasse Marty
L'impasse Marty est une voie du 17e arrondissement de Paris, en France.

## Situation et accès
L'impasse Marty est une voie privée située dans le 17e arrondissement de Paris. Elle débute au 51, rue Lantiez et se termine au 4, passage Chatelet.

## Origine du nom

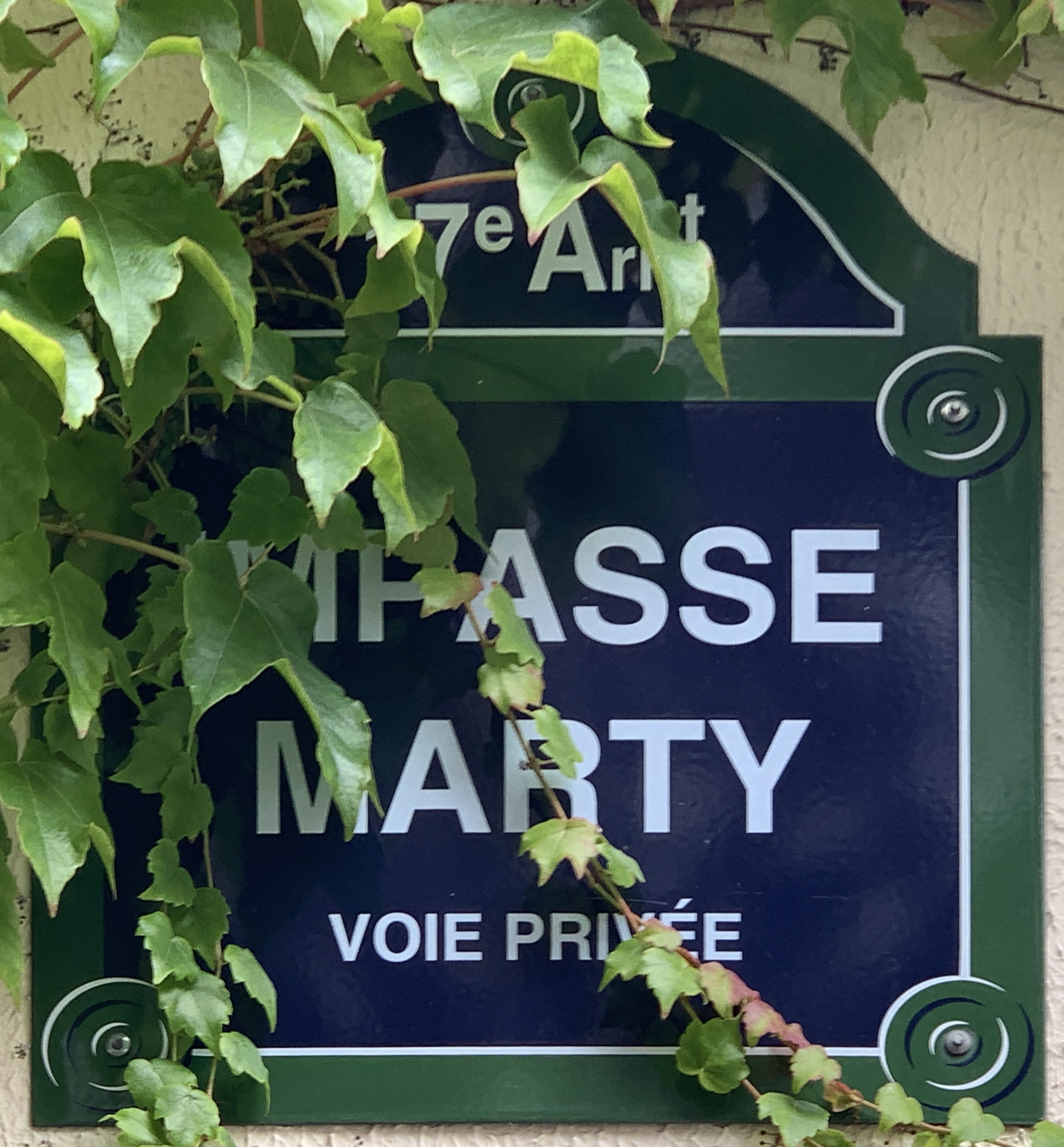
Plaque de l'impasse.

La rue tire son nom de celui d'un ancien propriétaire.

## Historique
Cette voie est ouverte à la circulation publique par arrêté du 23 juin 1959.